# Обельмехиас, Фульхенсио
Фульхенсио Обельмехиас (исп. Fulgencio Obelmejías; род. 1 января 1953, Сан-Хосе-де-Рио-Чико) — венесуэльский боксёр, представитель средней и полутяжёлой весовых категорий. Выступал за сборную Венесуэлы по боксу в середине 1970-х годов, победитель и призёр турниров международного значения, участник летних Олимпийских игр в Монреале. В период 1977—1992 годов боксировал на профессиональном уровне, владел титулом чемпиона мира по версии Всемирной боксёрской ассоциации (WBA).

## Биография
Фульхенсио Обельмехиас родился 1 января 1953 года в городе Сан-Хосе-де-Рио-Чико штата Миранда, Венесуэла.

### Любительская карьера
Первого серьёзного успеха на взрослом международном уровне добился в сезоне 1974 года, когда вошёл в основной состав венесуэльской национальной сборной и выступил на домашнем чемпионате Центральной Америки и Карибского бассейна в Каракасе, где завоевал серебряную медаль в зачёте средней весовой категории.
Год спустя на аналогичных соревнованиях в Гватемале был лучшим в среднем весе. Кроме того, стал серебряным призёром международного турнира «Золотой пояс» в Бухаресте, получил бронзу на международном турнире «Хиральдо Кордова Кардин» в Лас-Вильясе. Побывал и на Панамериканских играх в Мехико, однако попасть здесь в число призёров не смог.
Благодаря череде удачных выступлений удостоился права защищать честь страны на летних Олимпийских играх 1976 года в Монреале, но в первом же поединке категории до 75 кг единогласным решением судей потерпел поражение от кубинца Луиса Фелипе Мартинеса, который впоследствии стал бронзовым призёром этого олимпийского турнира.

### Профессиональная карьера
Вскоре по окончании монреальской Олимпиады Обельмехиас покинул расположение венесуэльской сборной и в январе 1977 года успешно дебютировал на профессиональном уровне. Долгое время шёл без поражений, завоевал титул чемпиона Центральной Америки, отметился выступлениями в Мексике, США и Италии. Одна из наиболее значимых побед в этот период — победа нокаутом над представителем Багамских островов Элишей Обедом (79-9-4), бывшим чемпионом мира в первом среднем весе.
Имея в послужном списке 30 побед без единого поражения, в 1981 году получил право оспорить титулы чемпиона мира в средней весовой категории по версиям Всемирной боксёрской ассоциации (WBA) и Всемирного боксёрского совета (WBC), которые в то время принадлежали американцу Марвину Хаглеру (50-2-2). Чемпионский бой между ними состоялся на арене «Бостон-гарден» в Бостоне, Хаглер вёл по очкам и завершил поединок досрочно техническим нокаутом в восьмом раунде.
Несмотря на проигрыш, Обельмехиас продолжил активно выходить на ринг, выиграл несколько рейтинговых поединков, в частности взял верх над такими известными боксёрами как Эдди Гасо (40-8-2) из Никарагуа и Пак Чон Пхаль (21-1-1) из Южной Кореи — оба в разное время владели титулами чемпиона мира. В октябре 1982 года предпринял ещё одну попытку победить Марвина Хаглера (54-2-2), до сих пор владевшего титулами WBA и WBC. На сей раз их бой прошёл в Италии, Хаглер одержал победу техническим нокаутом в пятом раунде.
В дальнейшем выступал в полутяжёлой весовой категории, выиграл по очкам у бывшего чемпиона мира Джеффа Лампкина (21-4). Некоторое время владел титулом чемпиона Латинской Америки по версии WBA, но лишился этого титула, проиграв техническим нокаутом Лесли Стюарту (21-1) из Тринидада и Тобаго.
Наконец, в мае 1988 года Обельмехиасу представилась возможность побороться за титул чемпиона мира WBA во втором среднем весе — он отправился в Южную Корею и единогласным решением судей победил уже знакомого местного чемпиона Пак Чон Пхаля (46-3-1). Помимо титула WBA также получил в этом бою статус линейного чемпиона во второй средней весовой категории.
Владел титулом чемпиона WBA в течение года, проиграв при первой же защите другому корейцу Пэк Ин Чхолю (44-2).
Вынужден был завершить спортивную карьеру в 1992 году, поскольку венесуэльский регламент не разрешал боксёрам выступать после 40 лет. В общей сложности провёл на профи-ринге 57 боёв, из них 52 выиграл (в том числе 41 досрочно) и 5 проиграл.